# Тійт Тарлап
Тійт Тарлап (13 листопада 1954 — 24 лютого 2017, Сінді, Естонія) — естонський письменник.
У 1986 році його мобілізували на повторну службу до Радянської армії та відправили на ліквідацію наслідків аварії на Чорнобильській АЕС.

## Творчість
В основному він писав бойовики, а також кримінальні та пригодницькі історії.
Його перша науково-фантастична повість «Вулиця за вікном» була опублікована в 1988 році у червневому номері журналу Noorus. Згодом його твори публікувалися як серіали в місцевих газетах, наприклад Liivimaa Kuller і Pärnu Postimehe. Деякі оповідання також з'явилися в журналах «Horisont» і «Favoriit».
Те, що він пережив у Чорнобилі, надихнуло його на написання книги «Чорнобиль 1986», яка побачила світ у 1993 році. У березні та квітні того ж року в газеті «Liivimaa Kuller» з'явилося оповідання Тарлапа «Щастя триває вічно…». З кінця 1993 по 1994 рік тижнева газета Kesknädal публікувала роман Тарлапа «Година зла», а в 1993 році в цій же тижневій газеті також був опублікований його другий роман «Пастка для вампірів».
З липня 1995 року до кінця того ж року видавництво «Pärnu Leht» частково опублікувало роман Тарлапа «Дуже довгий день». Цей роман був опублікований повністю у 2002 році в газеті Lääne Elu. 2001 року Ляяне Елу опублікувала короткий роман Тарлапа «Liivakella Kael».
Перша книга Тарлапа «Вікінг, який любив акул» вийшла в кінці 2001 року.
2002 року естонський фахівець з наукової фантастики та редактор Рауль Сульбі опублікував наукову фантастику Тарлапа у своїй праці «Естонська антологія наукової фантастики».
2005 року за сприяння пярнуських чорнобильців Тарлап видав збірку «Година зла. Діти світанку».

### Публікація за часом
- «Вулиця за вікном» (1988; повість)
- «Чорнобиль 1986» (1993; книга)
- «Щастя вічне…» (1993; доповідь)
- «Пастка для вампіра» (1993; роман)
- «Година зла» (1993—1994; роман)
- «Дуже довгий день» (1995, 2002; роман)
- «Шия пісочного годинника» (2001; роман)
- «Вікінг, який любив акул» (2001; збірник)
- «Лиха година. Діти світанку» (2005; збірка)
- «Ми, кроманьйонці» (вид. Jumalik Ulymutuses; 2009; роман)
- «Ніч факелів» (2010; роман)
- «Заповідник Зеленого прапора» (2011; роман)
- «Лінія розмежування» (2012; роман)
- «Жорстока пісня віків» (2013; роман)
- «Казковий танець» (2014; збірка оповідань)
- «Спадкоємці проклятих» (2015; роман)
- «Будувати в зоряному пилу» (2016; роман)

## Нагороди
- 1998 Stalker («Напрямок ненависті»)
- 2013 Stalker (роман «Лінія розщеплення»)

## Особисте життя
Тарлап жив у Сінді наприкінці 1980-х і на початку 1990-х років.
Окрім писання, грав на гітарі та співав.
Похований на старому кладовищі Сінда.